# غريتا تسلاكيان
غريتا تاسلاكيان بالفرنسية: Gretta Taslakian)‏ هي بطلة وعداءة لبنانية بارزة، من مواليد 16 أغسطس 1985، تعتبر الأسرع على مر تاريخ ألعاب القوى في لبنان والقارة الآسيوية، واحدى اسرع العداءات في العالم العربي، أعطت للبنان الكثير من الانجازات وحطمت عشرات الأرقام القياسية المحلية والعربية.

## نشأتها وحياتها

### نشأتها
ولدت غريتا تسلاكيان في السادس عشر من أغسطس عام 1985 في منطقة غدير – جونيه شمال بيروت وهي إحدى المناطق السياحية في جبل لبنان، من أب لبناني من أصل آرمني ولد ونشأ في لبنان، وأم لبنانية من أصل سوري، بدأت غريتا عشقها للرياضة في سن مبكرة، حيث كانت تمارس جميع أنواع النشاطات الرياضية في مدرستها «عينطورة» قبل أن يقرر والدها «ماهر» ضمها لنادي الشانفيل وهي في الثانية عشرة من عمرها، لتكون نقطة تحول في حياة غريتا، لكنها واجهت صعوبات كبيرة في بداياتها نظراً لغياب الدعم الرسمي للرياضيين وكان والدها هو الداعم الكبير لها طوال هذه السنوات.

### ظهور بطلة
كانت البطولة العربية المدرسية عام 2002 مفتاحا لانطلاقة غريتا، فذات السبعة عشر عاما كانت قد امتلكت الخبرة الكافية والبنية الجسمانية المؤهلة للمنافسة، واستطاعت في هذه البطولة الفوز بذهبية الـ 400 متر وكسرت رقم الناشئين العرب، مما أعطاها ثقة كبيرة بالنفس، ثم توالت سبحة الانتصارات بعدها حيث كانت دائما على منصات التتويج العربية والآسيوية.

## مسيرتها الاحترافية

### بدايتها
بدأت غريتا مسيرتها بآمال وطموحات كبيرة، فقد لفتت الأنظار في سن مبكرة عندما بدأت هواية تحطيم الأرقام القياسية المحلية الواحد تلو الآخر في سباقات 100م و 200م و 400م، وراحت تحسن أرقامها من لقاء إلى آخر ولم تجد من ينافسها محليا لأنها كانت تغرد خارج السرب في اختصاصها، فحصلت بذلك على جواز سفرها نحو المشاركات الخارجية وتمثيل لبنان في المحافل الدولية.

### أهم مشاركاتها
شاركت غريتا تسلاكيان في العديد من البطولات والمسابقات الدولية والقارية والعربية، فقد اختارتها اللجنة الأولمبية وهي بالتاسعة عشرة من عمرها لتكون ضمن الوفد المشارك في دورة الألعاب الأوليمبية في أثينا العام 2004، وكانت غريتا عند حسن ظن المسؤولين الرياضيين في لبنان حيث نجحت في تحسين رقمها القياسي الشخصي، وكذلك شاركت في دورة الألعاب الأوليمبية في بكين عام 2008، وبطولة العالم مرتين في 2001 وكذلك 2007 والألعاب الآسيوية ثلاث مرات أعوام 2002 و 2006 و 2010، وكذلك دورة الألعاب العربية مرتين في مصر عام 2007 وفي قطر 2011، وحققت خلال هذه المشاركات العديد من الألقاب.

## منحة الاتحاد الدولي
بعد مشاركتها في دورة الألعاب الأوليمبية في أثينا العام 2004، ونجاحها في تحسين رقمها القياسي الشخصي في سباق 200 م، حصلت تسلاكيان على منحة تدريبية من الاتحاد الدولي لألعاب القوى المخصصة للعدائين البارعين والذين يعدون بمستقبل باهر في «أم الألعاب»، فتوجهت في بداية عام 2005 إلى مدينة كولونيا الألمانية حيث خضعت لمعسكر تدريبي لمدة سبعة أشهر بإشراف مدربين عالميين معروفين.

## لعنة الإصابات
تعرضت غريتا تسلاكيان للكثير من الإصابات المتكررة والتي تسببت بغيابها عن العديد من الدورات الرياضية والمسابقات العالمية والقارية، فغابت عن دورة الألعاب العربية في الجزائر عام 2004 وكذلك بطولة العالم في هلسنكي عام 2005، والكثير من اللقاءات والمسابقات الأخرى، ولعل الإصابة الأسوأ التي تعرضت لها خلال مسيرتها الرياضية هي اصابتها بالرباط الصليبي الأمامي عام 2009 وخضوعها لجراحة تسببت بإيقاف نشاطها لمدة عام كامل قبل أن تعود بقوة للمنافسات وتحقق العديد من الألقاب عام 2010 .

## أرقامها القياسية وأهم الألقاب

### أرقامها القياسية

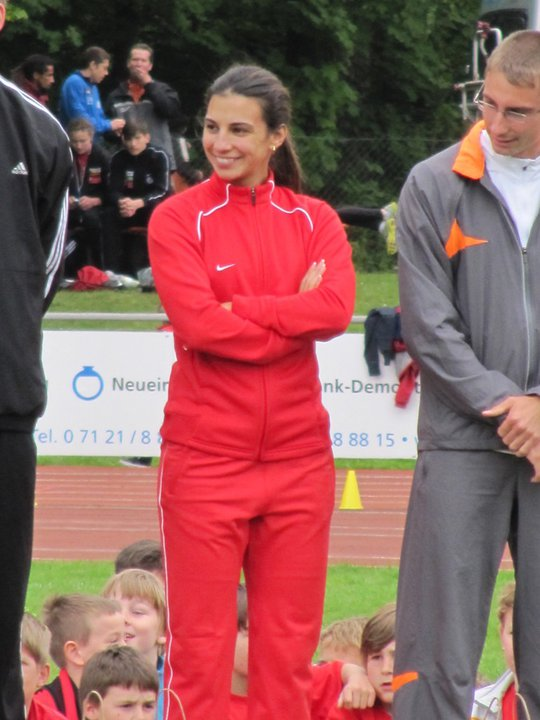
غريتا تسلاكيان في ألمانيا

أرقامها القياسية الشخصية هي كالتالي:
- مسافة الـ 60 متر = 7.60 ثانية
- مسافة الـ 100 متر = 11.84 ثانية
- مسافة الـ 200 متر = 23.56 ثانية، وهو الرقم القياسي العربي
- مسافة الـ 400 متر = 53.99 ثانية

كذلك تملك غريتا تسلاكيان الأرقام القياسية التالية:
- الرقم القياسي العربي للشابات في سباق الـ 400 متر، بزمن 55.68 ثانية
- الرقم القياسي العربي للناشئين في الـ 100 متر، بزمن 12.01 ثانية
- الرقم القياسي العربي للناشئين في الـ 200 متر، بزمن 24.30 ثانية

### أهم الألقاب
حققت غريتا العديد من الألقاب المحلية والعربية والقارية، ولعل أهمها:
- فضية بطولة آسيا 200 متر
- ذهبية الألعاب العربية 100 متر عام 2007
- ذهبية الألعاب العربية 200 متر عام 2007
- ذهبية الألعاب العربية 200 متر عام 2011
- فضية الألعاب العربية 100 متر عام 2011
- ذهبية البطولة العربية للناشئين 100 متر
- ذهبية البطولة العربية للناشئين 200 متر
- فضية بطولة آسيا للناشئات 200 متر

## روابط خارجية
- غريتا تسلاكيان على موقع الاتحاد الدولي لألعاب القوى (الإنجليزية)
- غريتا تسلاكيان على موقع أوليمبيديا (الإنجليزية)
- الصحافة الرياضية اللبنانية
- البوابة الآرمنية في الشرق الأوسط
- موقع الهدف اللبناني
- مجتمع الرياضة
- الاتحاد الدولي لألعاب القوى